# Японска копринарка
Японската копринарка (Bombycilla japonica) е вид птица от семейство Bombycillidae. Видът е почти застрашен от изчезване.

## Разпространение и местообитание
Разпространен е в Китай, Русия, Северна Корея, Южна Корея и Япония.